# Viola Lawrence
Pour les articles homonymes, voir Lawrence.

Scène de The Virgin of Stamboul (1920) : Priscilla Dean et Wheeler Oakman

Viola Lawrence est une monteuse américaine, née Lilian Viola Mallory le 2 décembre 1894 à New York — Arrondissement de Brooklyn (État de New York), morte le 20 novembre 1973 à Los Angeles — Quartier d'Hollywood (Californie).

## Biographie
Créditée à ses débuts Viola Mallory (ses deux premiers films sortent en 1917), elle épouse en 1918 le monteur Frank Lawrence (1883-1960) et sera désormais connue comme Viola Lawrence. En tout, elle contribue à près de cent films américains, majoritairement produits par Columbia Pictures. Les cinq derniers sont réalisés par George Sidney, dont les deux ultimes sortis en 1960, Qui était donc cette dame ? (avec Tony Curtis, Dean Martin et Janet Leigh) et Pepe (coproduction américano-mexicaine, avec Cantinflas dans le rôle-titre).
Citons également La Vierge d'Istanbul de Tod Browning (1920, avec Priscilla Dean et Wheeler Oakman), Bulldog Drummond de F. Richard Jones (monté par les époux Lawrence, 1929, avec Ronald Colman et Joan Bennett), Ceux de la zone de Frank Borzage (1933, avec Spencer Tracy et Loretta Young), La Dame de Shanghai d'Orson Welles (1947, avec Rita Hayworth et Orson Welles), Le Violent de Nicholas Ray (1950, avec Humphrey Bogart et Gloria Grahame), ainsi que La Blonde ou la Rousse de George Sidney (1957, avec Frank Sinatra, Rita Hayworth et Kim Novak).
Parmi les autres réalisateurs avec lesquels elle travaille, mentionnons Alexander Hall qu'elle retrouve pour treize films, dont Le Défunt récalcitrant (1941, avec Robert Montgomery et Evelyn Keyes) et Ma sœur est capricieuse (1942, avec Rosalind Russell et Janet Blair).
La Blonde ou la Rousse et Pepe pré-cités lui valent chacun une nomination à l'Oscar du meilleur montage.

## Filmographie partielle

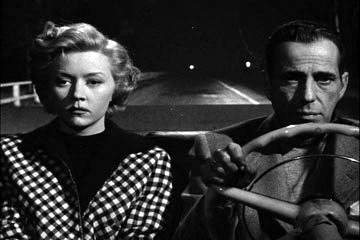
Scène de Le Violent (1950) :
Gloria Grahame et Humphrey Bogart

- 1917 : An Alabaster Box de Chester Withey
- 1918 : Pour l'humanité (The Heart of Humanity) d'Allen Holubar
- 1919 : La Loi des montagnes (Blind Husbands) d'Erich von Stroheim
- 1920 : La Vierge d'Istanbul (The Virgin of Stamboul) de Tod Browning
- 1926 : La Conquête de Barbara Worth (The Winning of Barbara Worth) de Henry King
- 1927 : The Devil Dancer de Fred Niblo
- 1927 : La Flamme d'amour (The Magic Flame) de Henry King
- 1928 : L'Innocente (The Awakening) de Victor Fleming
- 1928 : Le Masque de cuir (Two Lovers) de Fred Niblo
- 1929 : Bulldog Drummond de F. Richard Jones
- 1929 : La Princesse et son taxi (This is Heaven) d'Alfred Santell
- 1929 : La Reine Kelly (Queen Kelly) d'Erich von Stroheim
- 1930 : Quelle veuve ! (What a Widow!) d'Allan Dwan
- 1931 : The Pagan Lady de John Francis Dillon
- 1932 : Men Are Such Fools de William Nigh
- 1933 : Sailor Be Good de James Cruze
- 1933 : Ceux de la zone (Man's Castle) de Frank Borzage
- 1934 : Lady by Choice de David Burton
- 1934 : Comme les grands (No Greater Glory) de Frank Borzage
- 1934 : Whom the Gods Destroy (en) de Walter Lang
- 1935 : Aimez-moi toujours (Love Me Forever) de Victor Schertzinger
- 1935 : Toute la ville en parle (The Whole Town's Talking) de John Ford
- 1935 : Party Wire d'Erle C. Kenton
- 1935 : A Feather in Her Hat d'Alfred Santell
- 1935 : The Lone Wolf Returns de Roy William Neill
- 1935 : Une plume à son chapeau (A Feather in Her Hat) d'Alfred Santell
- 1936 : Sa Majesté est de sortie (The King Steps Out) de Josef von Sternberg
- 1936 : Lady of Secrets de Marion Gering
- 1936 : L'Obsession de madame Craig (Craig's Wife) de Dorothy Arzner
- 1937 : La Danseuse de San Diego (The Devil's Playground) d'Erle C. Kenton
- 1937 : Speed to Spare de Lambert Hillyer
- 1937 : Life Begins with Love de Ray McCarey
- 1937 : She Married an Artist de Marion Gering
- 1938 : I Am the Law d'Alexander Hall
- 1938 : Prison centrale (Penitentiary) de John Brahm
- 1938 : Miss Catastrophe (There's Always a Woman) d'Alexander Hall
- 1938 : City Streets d'Albert S. Rogell
- 1939 : Ah ! Quelle femme ! (There's That Woman Again) d'Alexander Hall
- 1939 : Blondie Takes a Vacation de Frank R. Strayer
- 1939 : L'Étonnant M. Williams (The Amazing Mr. Williams) d'Alexander Hall
- 1939 : Seuls les anges ont des ailes (Only Angels Have Wings) d'Howard Hawks
- 1940 : He Staged for Breakfast d'Alexander Hall
- 1940 : Five Little Peppers at Home de Charles Barton
- 1940 : Le docteur se marie (The Doctor Takes a Wife) d'Alexander Hall
- 1940 : Glamour for Sale de D. Ross Lederman
- 1940 : La Mariée célibataire (This Thing Called Love) d'Alexander Hall
- 1940 : Et l'amour vint... (He Stayed for Breakfast) d'Alexander Hall
- 1941 : The Lone Wolf Takes a Chance de Sidney Salkow
- 1941 : The Big Boss de Charles Barton
- 1941 : J'épouse ma femme (Bedtime Story) d'Alexander Hall
- 1941 : Tu m'appartiens (You Belong to Me) de Wesley Ruggles
- 1941 : Le Défunt récalcitrant (Here Comes Mr. Jordan) d'Alexander Hall
- 1941 : Two in a Taxi de Robert Florey
- 1942 : Ma sœur est capricieuse (My Sister Eileen) d'Alexander Hall
- 1942 : Two Yanks in Trinidad de Gregory Ratoff
- 1942 : Embrassons la mariée (They All Kissed the Bride) d'Alexander Hall
- 1943 : One Dangerous Night de Michael Gordon
- 1943 : First Comes Courage de Dorothy Arzner
- 1944 : Les Saboteurs (Secret Command) d'A. Edward Sutherland
- 1944 : La Reine de Broadway (Cover Girl) de Charles Vidor
- 1945 : She Wouldn't Say Yes d'Alexander Hall
- 1945 : Cette nuit et toujours (Tonight and Every Night) de Victor Saville
- 1945 : Hit the Hay de Del Lord
- 1946 : Les Compagnons de Jéhu (The Fighting Guardsman) de Henry Levin
- 1946 : Perilous Holiday d'Edward H. Griffith
- 1947 : L'Étoile des étoiles (Down to Earth) d'Alexander Hall
- 1947 : La Dame de Shanghai (The Lady from Shanghai) d'Orson Welles
- 1948 : Le Chevalier belle-épée (The Gallant Blade) de Henry Levin
- 1948 : Leather Gloves de William Asher et Richard Quine
- 1948 : La Fin d'un tueur (The Dark Past) de Rudolph Maté
- 1949 : Les Ruelles du malheur (Knock on Any Door) de Nicholas Ray
- 1949 : C'est moi le papa (And Baby Makes Three) de Henry Levin
- 1949 : Tokyo Joe de Stuart Heisler
- 1950 : La Perfide (Harriet Craig) de Vincent Sherman
- 1950 : L'Engin fantastique (The Flying Missile) de Henry Levin
- 1950 : Le Violent (In a Lonely Place) de Nicholas Ray
- 1950 : The Traveling Saleswoman (en) de Charles Reisner
- 1951 : Sirocco de Curtis Bernhardt
- 1952 : L'Affaire de Trinidad (Affair in Trinidad) de Vincent Sherman
- 1952 : Catch conjugal (The First Time) de Frank Tashlin
- 1952 : Paula de Rudolph Maté
- 1953 : Salomé (Salome) de William Dieterle
- 1953 : J'ai vécu deux fois (Man in the Dark) de Lew Landers
- 1953 : La Belle du Pacifique (Miss Sadie Thompson) de Curtis Bernhardt
- 1954 : Jesse James vs. the Daltons de William Castle
- 1955 : Tout le plaisir est pour moi (Three for the Show) de H. C. Potter
- 1955 : Meurtres à responsabilité limitée (Chicago Syndicate) de Fred F. Sears
- 1955 : Une femme diabolique (Queen Bee) de Ranald MacDougall
- 1955 : Coincée (Tight Spot) de Phil Karlson
- 1956 : Tu seras un homme, mon fils (The Eddy Duchin Story) de George Sidney
- 1957 : Un seul amour (Jeanne Eagels) de George Sidney
- 1957 : La Blonde ou la Rousse (Pal Joey) de George Sidney
- 1960 : Qui était donc cette dame ? (Who Was That Lady?) de George Sidney
- 1960 : Pepe de George Sidney

## Distinctions
- Nominations à l'Oscar du meilleur montage :
  - En 1958, pour La Blonde ou la Rousse (partagée avec Jerome Thoms) ;
  - Et en 1961, pour Pepe (partagée avec Al Clark).